# Dobova
Dobova je naselje u Sloveniji, u općini Brežice, uz samu granicu s Hrvatskom. Dobova ima 719 stanovnika (2002.)
Nalazi se na željezničkom koridoru Ljubljana-Zagreb te se u Dobovi nalazi granični željeznički kolodvor. 